# Xyletobius silvestrii
Xyletobius silvestrii är en skalbaggsart som beskrevs av Perkins 1910. Xyletobius silvestrii ingår i släktet Xyletobius och familjen trägnagare. Inga underarter finns listade i Catalogue of Life.